# Vernon L. Smith
Vernon Lomax Smith (Wichita, 1 januari 1927) is een Amerikaans econoom. Hij is momenteel professor economie aan de Chapman University. In 2002 won hij de Prijs van de Zweedse Rijksbank voor economie voor het opstellen van laboratoriumexperimenten als hulpmiddel in economische analyses, met name bij de studie van alternatieve marktmechanismen. Hij deelde de prijs met Daniel Kahneman, die de prijs voor een ander onderzoek kreeg.

## Biografie

### Opleiding
Smith studeerde achtereenvolgens aan de Wichita North High School and Friends University. In 1949 kreeg hij een bachelor in elektrotechniek van Caltech. In 1952 haalde hij aan de Universiteit van Kansas een master in economie, en in 1955 aan de Harvard-universiteit een doctoraat in economie. Aan Harvard volgde Smith ook lessen die werden gegeven aan MIT.

### Academische carrière
Smiths eerste positie als leraar was aan de Krannert School of Management, Purdue-universiteit. Deze baan had hij van 1955 tot 1967. Hij kreeg door deze baan de rang van professor. Hier begon ook zijn werk op het gebied van experimentele economie.
Smith gaf ook les als gastdocent aan de Stanford-universiteit. Hier leerde hij Sidney Siegel kennen, die zich ook met experimentele economie bezighield. Smith verhuisde in 1967 met zijn familie naar Massachusetts, alwaar hij een baan nam aan de Brown-universiteit. Een jaar later stapte hij over naar de Universiteit van Massachusetts Amherst. Hier bleef hij werken tot 1972. Smith was ook gastdocent aan het Center for Advanced Study in the Behavioral Sciences (1972-1973) en Caltech (1973-1975). Bij Caltech werd Smith door Charlie Plott aangemoedigd om de methodologie van de experimentele economie te formuleren. Smith deed dit in twee artikelen. In 1976 verscheen "Experimental Economics: Induced Value Theory" in de American Economic Review (AER). Dit was het eerste artikel over het principe achter economische experimenten. Zes jaar later werden deze principes uitgebreid in "Microeconomic Systems as an Experimental Science".
Smith deed veel van het werk dat hem uiteindelijk de Prijs van de Zweedse Rijksbank voor economie zou opleveren tussen 1976 en 2002 aan de Universiteit van Arizona. In 2002 verliet Smith Arizona en ging naar de George Mason University. In 2008 richtte Smith het Economisch Wetenschappelijk Instituut op aan de Chapman University in Orange, Californië. Hij heeft alleen of met anderen meer dan 200 artikelen en boeken geschreven over financiën, experimentele economie en natuurlijke grondstoffen-economie.